# Баранов, Ардальон Вениаминович
Ардальо́н Вениами́нович Бара́нов (28 марта 1922 — 20 мая 1971) — советский офицер, участник Великой Отечественной войны, командир миномётной батареи 93-го стрелкового полка 76-й стрелковой дивизии 47-й армии 1-го Белорусского фронта, лейтенант.
Герой Советского Союза (31.05.1945), майор запаса с 1955 года.

## Биография
Родился 28 марта 1922 года в селе Борковка ныне Выксунского района Нижегородской области в семье рабочего. Русский. Окончил среднюю школу. Работал токарем на заводе дробильно-размольного оборудования.
В августе 1942 года добровольцем ушёл в Красную Армию. Участвовал в боях под Сталинградом, стал сержантом, командиром отделения. Был избран комсоргом взвода. В октябре 1942 года был тяжело контужен. После выздоровления направлен в миномётное училище, которое окончил в декабре 1943 года. В том же месяце прибыл на фронт под Могилёв.
Участвовал в освобождении Белоруссии, Польши. Под Варшавой снова был контужен. В мае 1944 года был принят в ВКП(б) и вскоре стал парторгом батареи. В завершающих боях на территории Германии лейтенант Баранов командовал батареей тяжёлых 122-мм миномётов.
16—18 апреля 1945 года при форсировании реки Альте-Одер и в боях за города Врицен (Германия) на западных окраинах Берлина, при форсировании канала Гогенцоллерн (ныне Одер-Хафель) в районе Потсдама батарея лейтенанта Баранова неотступно следовала в передовых порядках пехоты. Миномётчики точным огнём прокладывали путь наступавшим стрелковым подразделениям, нанесли противнику значительный урон в живой силе и боевой технике. Не раз вместе с пехотинцами Баранов отражал контратаки, в критические моменты боя сам вёл бойцов в атаку.
Указом Президиума Верховного Совета СССР от 31 мая 1945 года за образцовое выполнение заданий командования и проявленные мужество и геройство в боях с немецкими захватчиками лейтенанту Баранову Ардальону Вениаминовичу присвоено звание Героя Советского Союза с вручением ордена Ленина и медали «Золотая Звезда» (№ 6479).
В течение десяти лет после войны продолжал службу в Советской Армии. После увольнения в запас майор Баранов вернулся на родину. Окончил вечернее отделение Выксунского металлургического техникума, трудился на родном заводе начальником смены. Позднее переехал в Казахстан. Жил в городе Джамбуле (ныне Тараз). Работал в объединении «Джамбулкожобувь» инженером по технике безопасности и начальником штаба гражданской обороны. Умер 20 мая 1971 года. Похоронен на городском кладбище города Тараз.

## Награды
- Медаль «Золотая Звезда» Героя Советского Союза № 6479 (31.05.1945)
- Орден Ленина (31.05.1945)
- Орден Красного Знамени (04.04.1945)
- Орден Отечественной войны II степени (02.10.1944)
- Орден Красной Звезды (08.07.1944)
- Медали, в том числе:
  - «За боевые заслуги» (20.04.1953)[2]
  - «За победу над Германией в Великой Отечественной войне 1941—1945 гг.» (1945)
  - «За взятие Берлина» (1945)
  - «За освобождение Варшавы» (1945)

## Память
- На доме в селе, где родился Герой, установлена мемориальная доска.
- В г.Тараз, в доме где жилой Герой, по ул.Сатпаева, 10, установлена мемориальная доска, 9 мая 1975 года.